# جایزه بزرگ اسپانیا ۱۹۸۸
جایزه بزرگ اسپانیا ۱۹۸۸ یک مسابقه اتومبیلرانی فرمول یک بود که در ۲ اکتبر ۱۹۸۸ در پیست خرس, خرز د لا فرونترا برگزار شد. این مسابقه چهاردهمین مسابقه از مسابقات فرمول یک فصل ۱۹۸۸ بود.